# Geração à Rasca

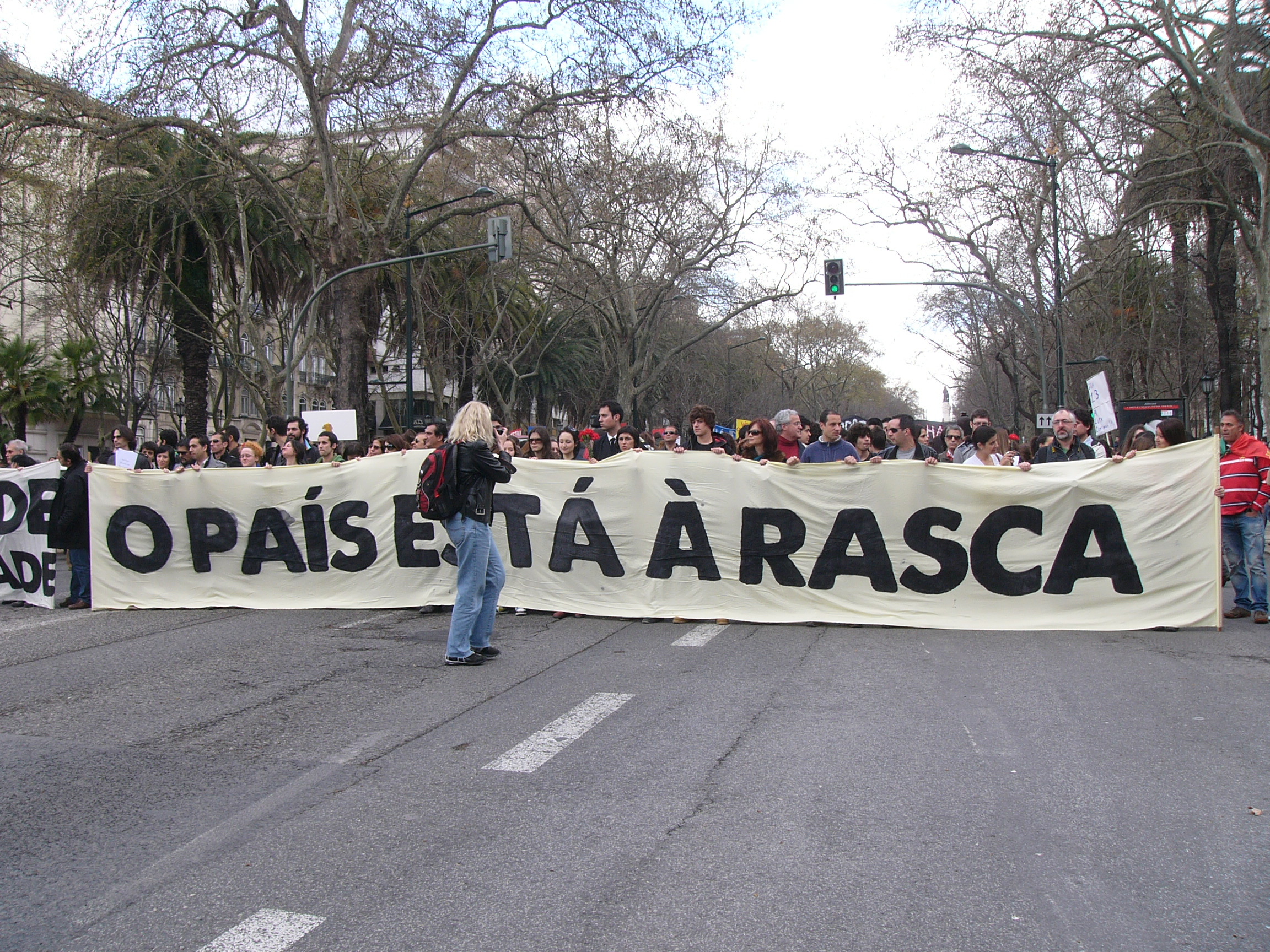
Protestujący maszerują z banerem

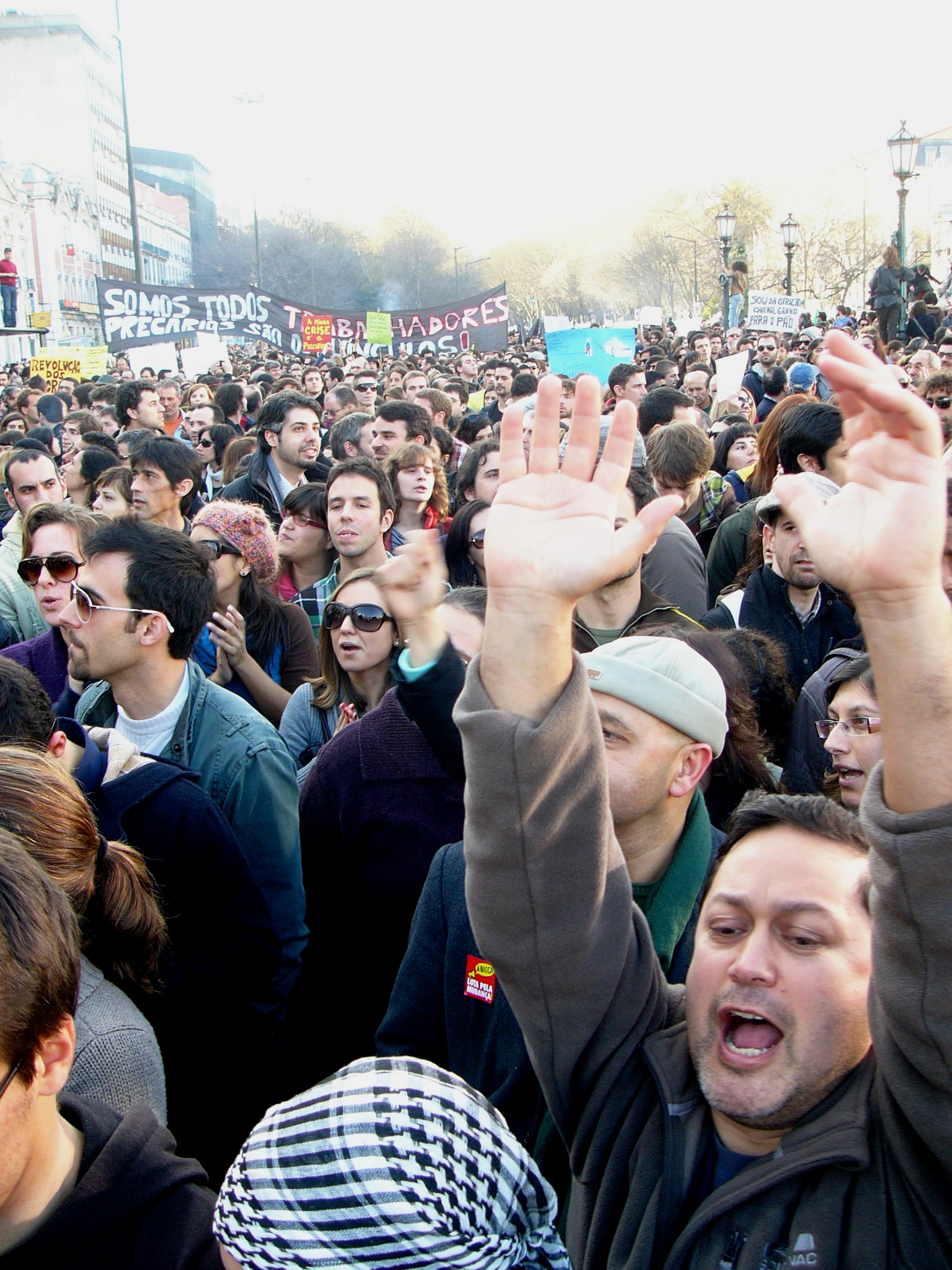
Tłum protestujących „Geração à Rasca”, Lizbona, 12 marca 2011

Geração à Rasca (w wolnych tłumaczeniach: pokolenie w kłopocie, pokolenie desperacji, pokolenie ledwie wiążących koniec z końcem) – ruch obywatelski, którego największą aktywnością była seria protestów w ponad 10 miastach Portugalii w roku 2011. Zdaniem organizatorów Geração à Rasca jest „bezstronnym, świeckim i pokojowym protestem, którego celem jest wzmocnienie demokratycznego zarządzania w kraju”.

## Geneza
Protest został zainspirowany przez utwór Parva Que Sou autorstwa Pedro da Silva Martins w wykonaniu portugalskiej grupy neofado Deolinda. Ożywione reakcje publiczności wywoływane były słowami piosenki opisującymi trudności finansowe i niemożność w realizowaniu się młodych Portugalczyków z pokolenia „nie mogę więcej!”.

Jestem z pokolenia bez wynagrodzenia
I ten stan rzeczy wcale mi nie przeszkadza
Ależ ze mnie głupek!
Ponieważ jest źle i tak już zostanie
Powinienem się cieszyć, że jestem na stażu
Ależ ze mnie głupek!
Ale potem myślę sobie,
Że ten świat jest taki dziwny
Żeby zostać niewolnikiem trzeba studiować…

Inne źródła przypisują inspirację dla protestów duetowi komików Homens da Luta, który piosenką „Radość walki” wygrał Festival RTP da Canção i zakwalifikował się jako reprezentant Portugalii do Konkursu Piosenki Eurowizji.

## Protesty
Według różnych źródeł dnia 12 marca 2011 w Lizbonie i Porto zebrało się między 160 a 280 tysięcy demonstrantów. Protesty nastąpiły również w kilku innych miastach portugalskich: Funchal, Ponta Delgada, Viseu, Braga, Castelo Branco, Coimbra, Faro, Guimarães oraz Leiria. Grupy portugalskich emigrantów w aktach protestu zbierały się też przed placówkami dyplomatycznymi swojego kraju w Barcelonie, Londynie, Berlinie, Hadze, Madrycie, Lublanie, Luksemburgu, Brukseli, Maputo, Nowym Jorku, Kopenhadze i Stuttgarcie.

## Następstwa
Pod wpływem Geração à Rasca podniosły się hiszpańskie protesty w maju 2011 roku. Te natomiast zachęciły do nowych, również majowych, protestów w Portugalii. Kolejna manifestacja miała miejsce 15 października 2011. Ponad 40 tysięcy osób przemaszerowało w Lizbonie w ramach Ruchu Oburzonych. Kilkuset protestujących przedarło się przez kordon policji i zajęło szerokie marmurowe schody gmachu parlamentu w Lizbonie. Około 20 tysięcy osób zebrało się tego dnia również w Porto i innych miastach Portugalii.